# Александър Морфов (композитор)
Вижте пояснителната страница за други личности с името Александър Морфов.
Александър Василев Морфов е български композитор, поет, публицист и офицер. Един от пионерите на българската хорова музика и баща на българската войнишка хорова песен.

## Биография
Роден е на 13 януари 1880 година в Пловдив, в семейството на Василаки Морфов и Кина Терзиева, негова втора съпруга. Брат е на певицата Христина Морфова, най-малкото дете в семейството, която той – оценявайки прекрасния ѝ глас, насочва към музикалното изкуство, а негови полубратя от първия брак на баща му са полк. Георги (Генко) Морфов, полк. Христо Морфов, инж. Богдан Морфов и д-р Мирчо Морфов.
Завършва униатската българска католическа гимназия в Одрин, където учи флейта и получава знания по основните музикални дисциплини. През 1902 г. завършва Военното училище в София. В него работи като възпитател (1904 – 1922). Служи в Първи пехотен софийски полк и в Двадесет и пети пехотен драгомански полк. По-късно е командир на рота в ШЗО и във Военното училище. Командва и 7-а пехотна дружина. Участва в Балканските войни (1912 – 1913) и Първата световна война (1915 – 1918).
На 20 август 1919 година е произведен в чин подполковник, а с Царска заповед №18 от 1922 г. преминава в запаса.
Изобретател е на нов вид флейта, която се произвежда от италианската фирма „Рампони“, и на нов инструмент „Орфеин“ с тембър на виола и виолончело. Самият той свири виртуозно на тези свои инструменти. Завинаги престава да свири при едно трагично житейско събитие – при атентата в църквата „Света Неделя“ в София през 1925 г. загива неговата жена, а той губи долната си челюст.
Участва в създаването на Съюза на народните хорове в България. Автор е на 2 песни за мъжки хор; около 10 за смесен хор, между които известните „Дамян танец води“, „Баба Минковица“ и баладата „Сеймени“; около 30 военни марша; 4 солови песни е 2 със съпровод на пиано.
Негов е и маршът на македонските революционери „Изгрей, зора на свободата“. През 20-те години ВМРО предлага Съюзът на българските композитори да проведе конкурс за марш на Организацията. Журито не одобрява нито едно от предложените произведения. Тогава Александър Морфов, председател на журито, вдъхновено, на един дъх написва и музиката, и текста на песента. Тя е приета с възторг, определяна е като „Марсилезата на македонските българи“.
Автор е на текстовете на голяма част от своите творби, както и на либретото на операта на маестро Георги Атанасов „Запустялата воденица“.
Александър Морфов умира на 19 април 1934 г. в София.

## Военни звания
- Подпоручик (1903)
- Поручик (1906)
- Капитан (1910)
- Майор (27 февруари 1917)
- Подполковник (20 август 1919)

## Награди
- Военен орден „За храброст“ IV степен